# Selva Marine
Selva Marine to włoska firma, która w swojej fabryce w mieście Tirano, w prowincji Sondrio produkuje wodny sprzęt rekreacyjny oraz silniki do jachtów i łodzi motorowych.

## Historia
W 1945 Lorenzo Selva, zapalony wędkarz a jednocześnie mechanik i producent podzespołów historycznych modeli Labretta dla firmy Innocenti, zbudował swój pierwszy przyczepny silnik do łodzi, który służył mu pomocą podczas jego wypraw wędkarskich. W kolejnych latach razem z synem Ezio, po obejrzeniu wyścigów łodzi na Idroscalo di Milano głębiej zainteresował się tym sportem. Początkowo jego wyniki nie były najlepsze, jednak drogą kolejnych usprawnień osiągał coraz lepsze rezultaty. Zauważając popyt na tego typu produkty w 1948 założył w rodzinnym Sesto San Giovanni (w pobliżu Mediolanu) firmę Selva S.p.A. zajmującą się jednostkową produkcją podobnych silników. W 1959 wyniku rozbudowy firmy przeniesiono jej siedzibę do miasta Tirano i znacznie rozszerzono gamę produktów. W kolejnych latach firma koncentrowała się na ekspansji swoich produktów – początkowo w samych Włoszech, a później zaczęła eksportować swoje wyroby do innych krajów, głównie basenu Morza Śródziemnego, zdobywając w międzyczasie wiele odznaczeń, patentów i certyfikatów (np od 2004 jest posiadaczem certyfikatu ISO9001). W międzyczasie podpisano umowę z firmą Yamaha, na mocy której pod marką SELVA są sprzedawane wybrane modele silników produkcji japońskiej firmy uzupełniające włoską ofertę.
Firma jest również dostawcą sprzętu dla włoskiej policji, wojska i straży przybrzeżnej.

## Produkcja
Działania firmy koncentrują się na produkcji silników (pokładowych i zaburtowych), małych łodzi z włókna szklanego oraz pontonów. Dodatkowo produkuje ona także podzespoły dla silników firm Yamaha i Yanmar.